# تحريك السكون
لم يُعرف عن كلام العرب التقاء الساكنين أبدًا، فلذا عند اجتماع كلمتين في جملة حيث الكلمة الأولى آخرها ساكن والكلمة الآخرة أولها همزة وصل مثلًا، تُوجب تحريك الحرف الساكن في الكلمة الأولى، ويُحرك الحرف الساكن - إن لم يكن الحذف ممكنًا - حسب المناسبة.

## حذف الساكن الأول
- يحذف حرف المد في الوصل فقط إذا جاء بعده همزة وصل، وهذا الحذف في اللفظ دون الرسم. مثل ﴿إذا الشمس كوّرت﴾.
- يحذف حرف المد في الوصل والوقف إذا جاء بعده همزة وصل، وهذا الحذف في اللفظ والرسم. مثل حذف حرف الياء من كلمة (تحي)، في قوله تعالى ﴿ربّ أرني كيف تحي الموتى﴾ لأن أصلها (تحيي). وقوله تعالى ﴿ما كان حجتهم إلا أن قالوا ائتوا بآبائنا إن كنتم صادقين﴾.[1]

## تحريك الساكن الأول

### الكسر
- إذا كان الساكن الأول في نهاية الكلمة الأولى والساكن الثاني همزة وصل في أول الكلمة الثانية ففي هذه الحالة يحرك الساكن الأول وتحذف همزة الوصل.
- النون المتولدة عن التنوين تحرك بالكسر في حالة الوصل فقط إذا وقع بعد التنوين همزة وصل.
  - مثل قوله تعالى ﴿وقالت اليهود عزيرٌ ابن الله﴾ فتلفظ ( عزيرنِ بْن الله )
  - وقوله تعالى ﴿وأنه أهلك عاداً الأولى﴾ فتلفظ (عادنِ لْأولى)
- تُحرك لام التعريف الآتية قبل همزة وصل مثل كلمة (الاسم) في قوله تعالى ﴿بئس الِاسم الفسوق﴾ لتفادي التقاء الساكنين وذلك لوقوعها بين همزتي وصل.[1]

### الفتح
يحرك الساكن الأول بالفتح في حالتين هما:
- النون في حرف (من) إذا وقع بعدها همزة وصل مثل قوله تعالى ﴿وأنا على ذلكم منَ الشاهدين﴾
- ياء المتكلم إذا وقع بعدها همزة وصل مثل قوله تعالى ﴿اذكروا نعمتِيَ التي أنعمت عليكم﴾

### الضم
يحرك الساكن الأول بالضم لتفادي التقاء الساكنين في حالتين هما:
- واو اللين التي للجمع إذا وقع بعدها همزة وصل مثل قوله تعالى ﴿فتمنوُا الموت إن كنتم صادقين﴾
- ميم الجماعة إذا وقع بعدها همزة وصل مثل قوله تعالى ﴿وسخر لكمُ الليل والنهار﴾

### الحروف
بعكس الأسماء والأفعال، حيث يمكن تأسيس قواعد لتُتَّبَع، إلا أن في الحروف، تُحرَّك للحركة الأنسب والأخف.

## أمثلة مع التوضيح
1. الفعل الأمر يُحرَّك بالكسر: ﴿أَقِمِ الصَّلَاةَ لِدُلُوكِ الشَّمْسِ﴾
2. الفعل المضارع يُحرَّك بالكسر غالبًا: ﴿لَمْ يَكُنِ الَّذِينَ كَفَرُوا مِنْ أَهْلِ الْكِتَابِ وَالْمُشْرِكِين َمُنفَكِّين﴾
3. الفعل المضارع يُحرَّك بالفتح عند تخفيف الفعل: عمرٌو لمْ يَغُشَّ الرجلَ
4. واو الجماعة تُحرَّك بالضم: ﴿أُولَٰئِكَ الَّذِينَ اشْتَرَوُا الضَّلَالَةَ بِالْهُدَىٰ فَمَا رَبِحَت تِّجَارَتُهُمْ﴾
5. تاء التأنيث تُحرك بالكسر: ﴿إِذْ قَالَتِ امْرَأَةُ عِمْرَانَ رَبِّ إِنِّي نَذَرْتُ لَكَ مَا فِي بَطْنِي مُحَرَّراً﴾
6. ميم الجمع تُحرَّك بالضم: ﴿أَلْهَاكُمُ التَّكَاثُرُ﴾ ، ﴿وَالَّذِينَ كَفَرُوا أَوْلِيَاؤُهُمُ الطَّاغُوتُ﴾ ، ﴿يَا أَيُّهَا النَّاسُ أَنتُمُ الْفُقَرَاءُ إِلَى اللَّهِ ۖ وَاللَّهُ هُوَ الْغَنِيُّ الْحَمِيدُ﴾
7. إذ تُحرَّك بالكسر: ﴿إِذِ الظَّالِمُوْنَ فِيْ غَمَرَاتِ الْمَوْتِ﴾
8. مِن تُحرَّك بالفتح: ﴿وَمِنَ النَّاسِ مَن يُعْجِبُكَ قَوْلُهُ فِي الْحَيَاةِ الدُّنْيَا﴾
9. أو تُحرَّك بالكسر: ﴿وَأَسِرُّوا قَوْلَكُمْ أَوِ اجْهَرُوا بِهِ إِنَّهُ عَلِيمٌ بِذَاتِ الصُّدُورِ﴾
10. لو تحرك بالكسر: ﴿لَوِ اطَّلَعتَ عَلَيهِم لَوَلَّيتَ مِنهُم فِرارًا وَلَمُلِئتَ مِنهُم رُعبًا﴾
11. مَن تُحرّك بالكسر: ﴿فَمَنِ اضْطُرَّ غَيْرَ بَاغٍ وَلَا عَادٍ فَإِنَّ اللَّهَ غَفُورٌ رَّحِيمٌ﴾

## الإعراب
تُعرَب الكلمة المُتحركة لالتقاء ساكنين، إعرابها الأصلي ظاهرًا لا تقديرًا، ويُضاف في الإعراب التحريك لمنع التقاء ساكنين؛ مثل جملة (ادرسِ النحو)، تُعرَب كالآتي:
ادرسِ: فعل أمر، مبني على السكون، وكُسِر آخره لمنع التقاء ساكنين.
النحوَ: مفعول به منصوب، وعلامة نصبه الفتحة الظاهرة على آخره؛ والفاعل ضمير مستتر تقديره أنت.